# Elecciones estatales de Bremen de 1947
La elección estatal de Bremen en 1947 fue la segunda elección al Bürgerschaft de la Ciudad Libre Hanseática de Bremen. Tuvo lugar el 12 de octubre de 1947. Se llevó por primera vez a cabo en el refundado Estado de Bremen, incluyendo a la ciudad de Bremerhaven.

## Resultados
La participación fue del 67,8 por ciento. El SPD defendió su posición como el partido más grande y continuó con la coalición formada por el Partido Popular Democrático (BDV) y el Partido Comunista (KPD), bajo el alcalde Wilhelm Kaisen. A partir del 11 de enero de 1951 se formó una nueva coalición compuesta por el SPD, el BDV y el FDP.
| Partido | Partido        | Votos  | Porcentaje | Escaños  |
| ------- | -------------- | ------ | ---------- | -------- |
|         | SPD            | 91.235 | 41,7       | 46 (-19) |
|         | CDU            | 48.118 | 22,0       | 24 (+9)  |
|         | BDV            | 30.541 | 14,0       | 15 (+2)  |
|         | KPD            | 19.290 | 8,8        | 10 (+6)  |
|         | FDP            | 11.998 | 5,4        | 2 (-2)   |
|         | DP             | 8.442  | 3,9        | 3 (+2)   |
|         | RSF            | 2.410  | 1,1        | -        |
|         | Independientes | 6.824  | 3,1        | -        |

Nota: El número de escaños se compara con la composición del parlamento poco antes de la elección. Además de los 80 miembros elegidos en 1946 en la ciudad de Bremen, 20 miembros adicionales de Bremerhaven habían sido elegidos a través del Ayuntamiento de esta ciudad e integrados al parlamento del refundado estado el 7 de febrero. Poco después de cuatro diputados del BDV lo dejaron y se unieron al FDP.